# Jurij Protasow

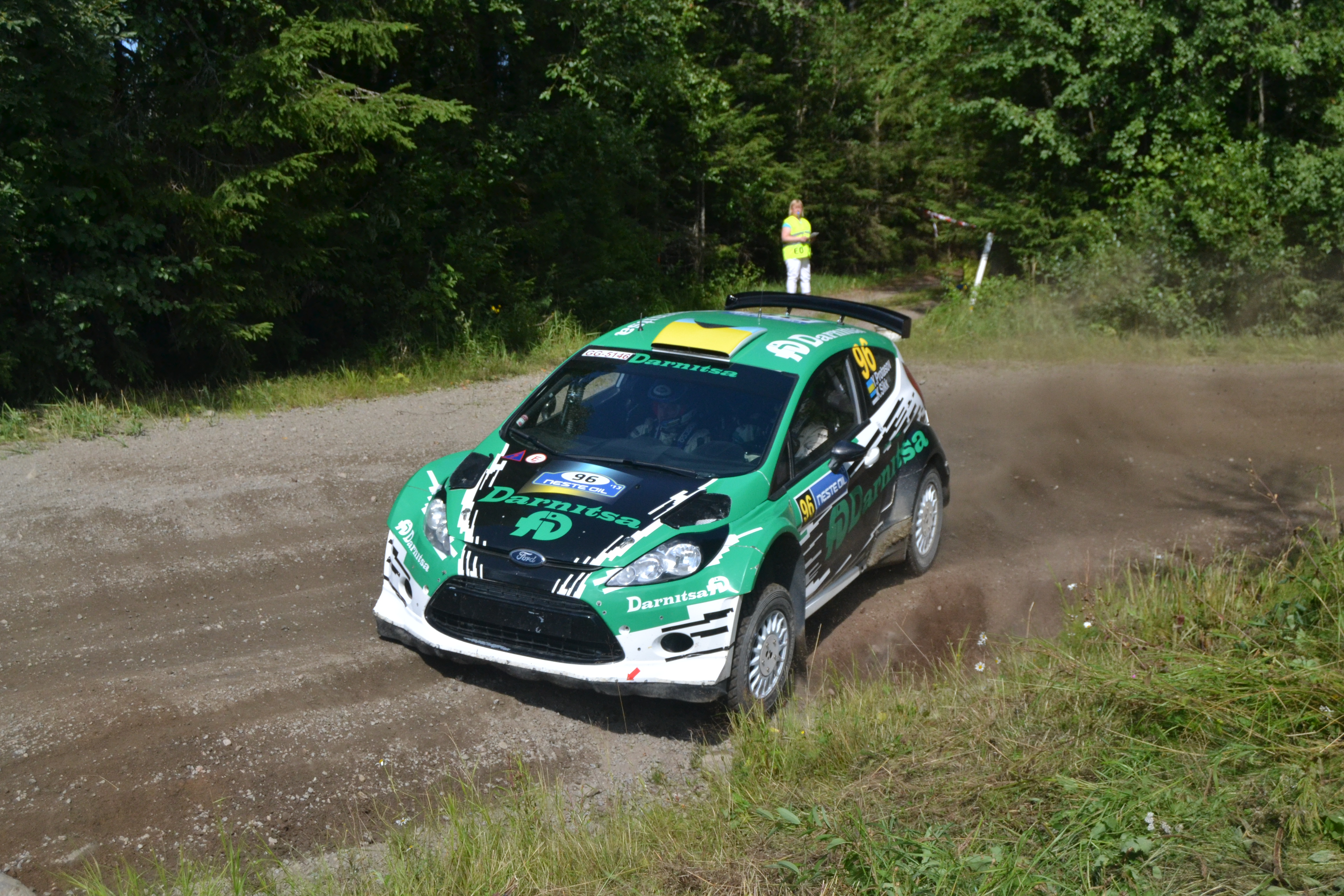
Jurij Protasow podczas Rajdu Finlandii 2013.

Jurij Protasow (ukr. Юрій Протасов; ur. 23 kwietnia 1984) – ukraiński kierowca rajdowy.
W roku 2013 zdobył trzecie miejsce w rajdowych mistrzostwach świata w klasie WRC-2, zdobywając w poszczególnych rajdach dwa razy drugie miejsce (Rajd Grecji, Rajd Australii) w tej klasie, a w rajdzie Monte Carlo był trzeci.